# Nádaskay Lajos
Nádaskay Lajos (Külsőbőcs, 1816. október 30. – Pest, 1860. szeptember 15.) író, hírlapszerkesztő, Nádaskay Béla apja.

## Életpályája
Külsőbőcsön született, ahol apja, Nádaskay András jegyző volt. Apja korán meghalt, ezért nagybátyja, Nádaskay Lajos nevelte. Tanulmányait a sárospataki református kollégiumban végezte. 1836-ban Pestre ment és orvosi egyetemet végzett. Az irodalmi pályára 1843-ban lépett, amikor Petrichevich-Horváth Lázár megindította a Honderű című szépirodalmi és divatlapot. Nádaskay a lapnál dolgozott eleinte segédszerkesztőként, majd 1844. július 1-től 1845 július végéig nyilvános és megnevezett szerkesztőként. A lapnál való munkásságát az igazgató-tulajdonos Petrichevich Horváth Lázár nyilvánosan is elismerte azokban a soraiban, amelyekben bemutatta Nádaskay Lajost mint szerkesztőt a közönségnek.
Nádaskay irodalmi munkásságát egészen ennek a lapnak szentelte, míg a lap 1848 első felében meg nem szűnt.  Ő vezette a színbírálati rovatot és a szépirodalmi művek ismertetését is ő írta. 1848. április 6-tól Zerffi Gusztávval a Reform című politikai lapot szerkesztette, majd Zerffi távozása után egyedül vezette a lapot augusztus 6-ig. 1849-ben elfogták, de Petrichevich Horváth Lázár közbenjárására szabadon bocsátották.
Pártfogásába vett több fiatal írót, köztük Petőfi Sándort, Jókai Mórt, Falk Miksát. 1849 végén az akkor indult Magyar Hírlap (később Budapesti Hírlap) politikai kiadvány segédszerkesztője és egyik vezércikkírója lett. 1856-ban - már a Budapesti Hírlapnál Szilágyi Ferenc szerkesztőtársa volt, 1857-ben pen pedig teljesen ő vette át a szerkesztést.
A magyar igeidőkről írott műve az 1850-es években jelent meg. Több nagy operát fordított magyarra; így a Trubadúrt és a Traviatát („Tévedt nő” címmel) olaszból, a Hugenottákat és Tell Vilmost franciából.
Cikkei – kisebb-nagyobb fordítások és eredeti cikkek – megjelentek a Honderűben (1843-48: Közlemények a szív világából, ford. cikkek, Innesmorei kereszt, novella, Érzelmi anomaliák, ered. beszély Young álnév alatt; a Hetiszemle rovatot Petrichevich-Horváth Lázárral együtt vagy egymaga írta, többnyire y. jeggyel); a Magyar Hírlapban és a Budapesti Hírlapban (politikai, nemzetgazdászati vezércikkek. 1860. jún. írt a lap 152., 157., 159. sz. Balaton-Füredről leveleket). Az Egyetemes Magyar Encyclopaediának is munkatársa volt.

## Munkái
- Egy szó a szegény emberhez. Pest, 1848.
- Hugenották. Nagy opera 5 felv. Scribe után fordította Nádaskay, zenéjét szerezte Mayerbeer. Pest, 1852. (Pest, 1871. Nemzeti Szinház Könyvtára 21. Először adatott a Pesti Nemzeti Színházban 1852. nov. 6.)
- A troubadour. Opera négy részben. Salvatore Commerano után olaszból ford., zenéjét szerezte Verdi. Pest, 1854. (Pest, 1858. Először a Pesti Nemzeti Színházban 1854. okt. 31.)
- Rigoletto, opera 4 felv. Fr. Maria Piave után ford., zenéjét szerezte Verdi. Pest, 1854. (Pest, 1856., 1860. Először a nemzeti színházban 1857. jún. 25.)
- A magyar helyesírás és szóragasztás szabályai. Pest, 1855.

### Kéziratban
Uriel Acosta; szomorújáték 5 felvonásban. Gutzkow után ford. Bulyovszky Gyulával együtt (először a nemzeti szinházban 1850. jún. 20.); Haramják, opera 4 felvonásban. Schiller szomorújátéka után írta Maffei, olaszból ford., zenéje Verditől (először a nemzeti színházban 1853. máj. 12.); Tell Vilmos, opera 4 felv., írták Jony és Bis, ford. franciából, zenéjét Rossini (először a nemzeti színházban 1856. máj. 9.)
Merkur címmel napilapot is akart kiadni, melynek próbaszámát 1846 decemberében szét is küldte, de a lap nem jelent meg.